# حرمل شائع

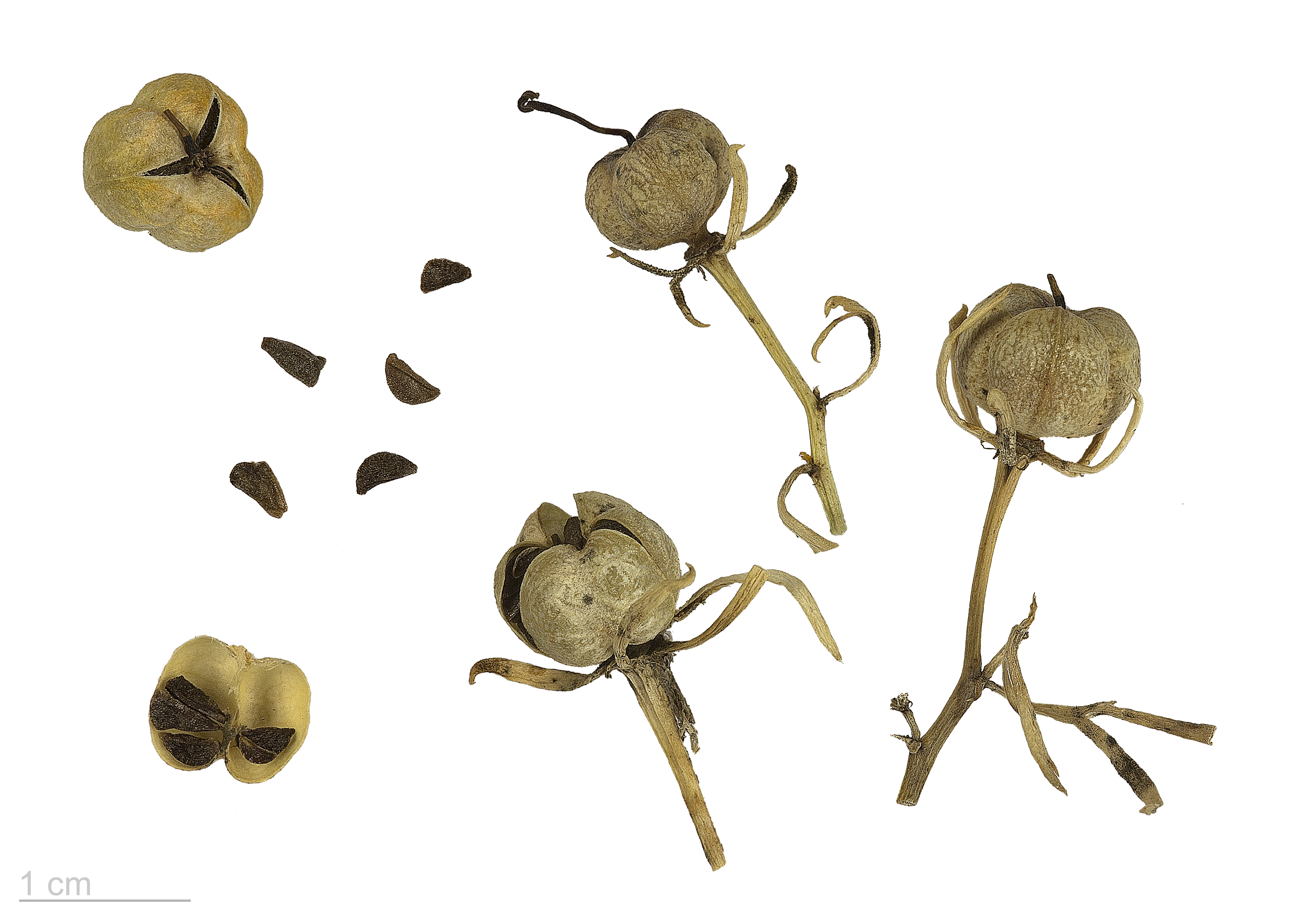
Peganum harmala

الجرمل أو الحَرْمَلُ الشَّائِعُ (باللاتينية: Peganum harmala) أو غَلْقَةُ الذِّئْبِ أو السَّذَابُ البَرِّيُّ أو سَذاب بري أو حرمل عربي أو خردل أبيض أو صَندل دَانَه أو حِمحِم أو خِمخِم أو حَرملان أو حرمل أو حرملة هو نوع نباتي عشبي معمر يتبع جنس الحرمل. كان يصنف ضمن الفصيلة القديسية قبل أن ينقل عام 1996 إلى الفصيلة الغرقدية (باللاتينية: Nitrariaceae).

## الوصف النباتي
يبلغ ارتفاعه 60 سنتيمتر، ذو أوراق مفصصة، ورائحة مميزة، وأزهاره بيضاء كبيرة، ويعطي ثمارا علبية بيضية، بها بذور سوداء صغيرة. وينمو النبات بريا في معظم بلدان الوطن العربي، خاصة في المناطق الصخرية في البيئات ذوات المطر الوفير نسبيًا، كما ينمو في كثير من بلدان البحر الأبيض المتوسط.

## المحتويات
تحتوي بذور الحرمل على ثلاثة قلوانيات هي: الحرملين، والحرمين، والحرمالون ، وفي مجموعها تكون حوالي 4% من وزن البذور الجافة. والحرملين يمثل ثلثي هذه الكمية. كما تحتوي أزهار وساق النبات على قلواني البيجارين pegerine.

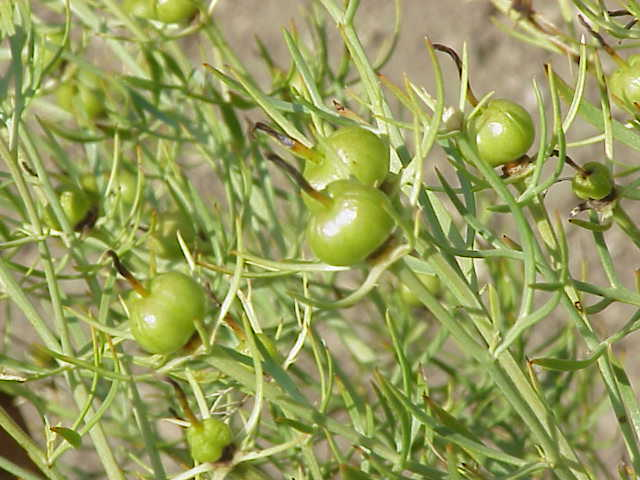
ثمار الحرمل